# Polkaprikker
Polkaprikker er et tekstilmønster, der består af en ensartet baggrundsfarve med cirkler i en anden farve på. Polkaprikker adskiller sig fra andre typer mønstre med prikker, idet de er fuldstændigt runde og ensartede i størrelsen. Tidlig brug af mønstret havde samme størrelse på prikkerne, og en relativt kort afstand i forhold til diameteren af prikkerne. Nogle mener, at mønstret opstod i et forsøg på at dække over mølhuller i kvinders kjoler. Moderne polkaprik-mønstre har ofte en mere tilfældig spredning og forskelligfarvede prikker.
Polkaprikker ses især på børnetøj, legetøj og møbler, men optræder også på mange andre typer genstande. De bruges sjældent i en formel kontekst, men anvendes gerne på mere legende beklædningsgenstande, fx lingeri og badedragter, som der bl.a. synges om i sangen "Itsy Bitsy Teenie Weenie Yellow Polkadot Bikini". Mønstret bruges også på beklædningstilbehør som slips, halstørklæder og lommeklude.
Mønstret var særlig populært på tøj i slutningen af 1800-tallet i Storbritannien.